# Sagridola luteicornis
Sagridola luteicornis là một loài bọ cánh cứng trong họ Cerambycidae.